# Шиитски полумјесец
Шиитски полумјесец је замишљено подручје у облику полумјесеца на Средњем истоку, у којем већинско становништво чине шиитски муслимани или гдје постоји јака шиитска мањина.
Посљедњих година овај термин је почео да се идентификује са подручјима под иранским утицајем или контролом, јер Иран тежи да уједини све шиитске муслимана под једним барјаком. С друге стране, овај концепт показује све већи политички значај шиита на Средњем истоку.
Подручја која се сврставају у Шиитски полумјесец јесу Либан, Сирија, Бахреин, Ирак, Иран, Азербејџан, Јемен и западни Авганистан. Поред шиита дванаестница, термин укључује и исмаилите, зејдите, сиријске алавите и турске алевите.